# Bataille d'Oktwin
Théâtre d'Asie du Sud-Est de la Seconde Guerre mondiale
Seconde guerre sino-japonaise
Batailles
Invasion japonaise de la Birmanie :
- Rivière Bilin
- Pont de la Sittang
- Pégou
- Barrage routier de Taukkyan
- Route Yunnan-Birmanie (Tachiao
- Oktwin
- Taungû)
- Shwedaung
- Prome
- Yenangyaung

Opérations en Birmanie (1942-1943) :
- Arakan
- The Hump
- Chindits
- Nord de la Birmanie et ouest du Yunnan

Opérations en Birmanie en 1944 :
- Chindits (2)
- Admin Box
- U-Go (Imphal
- Sangshak
- Court de tennis
- Kohima)
- Myitkyina
- Mogaung
- Mont Song

Opérations en Birmanie (1944-1945) :
- Meiktila et Mandalay
- Pakokku et Irrawaddy
- Colline 170
- Île de Ramree
- Tanlwe Chaung
- Dracula
- Elephant Point
- Coude de la Sittang

La bataille d'Oktwin, s'étant déroulée du 20 au 23 mars 1942, est le second affrontement de la bataille de la route Yunnan-Birmanie de la campagne de Birmanie pendant la Seconde Guerre mondiale et la Seconde Guerre sino-japonaise.
Le 20 mars, le 143e régiment japonais et les unités de cavalerie de la 55e division attaquèrent les positions du 5e régiment de cavalerie de l'armée chinoise au nord de la rivière Kan, repoussant les forces chinoises avec de lourdes pertes. Le gros du régiment de cavalerie fut retiré au nord de Taungû, ne laissant qu'une compagnie de cavalerie et d'infanterie chacune pour retarder l'avancée des Japonais. Pendant ce temps, le général commandant la 200e division, les fortifications de Dai Anlan à Oktwin et autour de Taungû étaient maintenant prêtes. Ils furent construits en bois, disponible en abondance, toutes les positions étant soigneusement dissimulées. Le 21 mars, les forces japonaises écartèrent les forces retardatrices et atteignirent les avant-postes de la 200e division à Oktwin.
Le 122e régiment de la 55e division attaqua les positions de la 200e division à l'aube du 22 mars, mais ne progressa guère. Les forces japonaises attaquant les positions chinoises se composaient d'un bataillon d'infanterie avec plusieurs canons ; les défenseurs étaient le 1er bataillon du 600e régiment. Les Japonais envoyèrent des forces de cavalerie autour du flanc gauche des Chinois et la position ne fut stabilisée que lorsque les forces de réserve du 1er bataillon du 598e régiment furent immédiatement engagées dans des contre-attaques.
Les Japonais étaient maintenant plus prudents après l'embuscade et utilisaient leur artillerie et leurs mitrailleuses pour tirer sur des positions suspectes avant d'envoyer leur infanterie en avant. Des mitrailleuses légères furent positionnées parmi les arbres et firent de nombreuses victimes chinoises. Finalement, les Chinois mirent en place leurs mitrailleuses lourdes pour tirer en biais afin de faire face à cette menace.
Le 23 mars, les Japonais attaquèrent à nouveau sur le flanc gauche avec une artillerie et un soutien aérien puissants. La bataille continua jusqu'à 16 h 00 sans grand succès pour les assaillants, qui tentèrent ensuite un autre mouvement de flanc avec une compagnie d'infanterie et des dizaines de troupes de cavalerie autour du côté droit des positions chinoises. Les Chinois tinrent bon jusqu'à la tombée de la nuit avant de revenir sur leur principale ligne défensive de Taungû le 24 mars.